# Polleguera

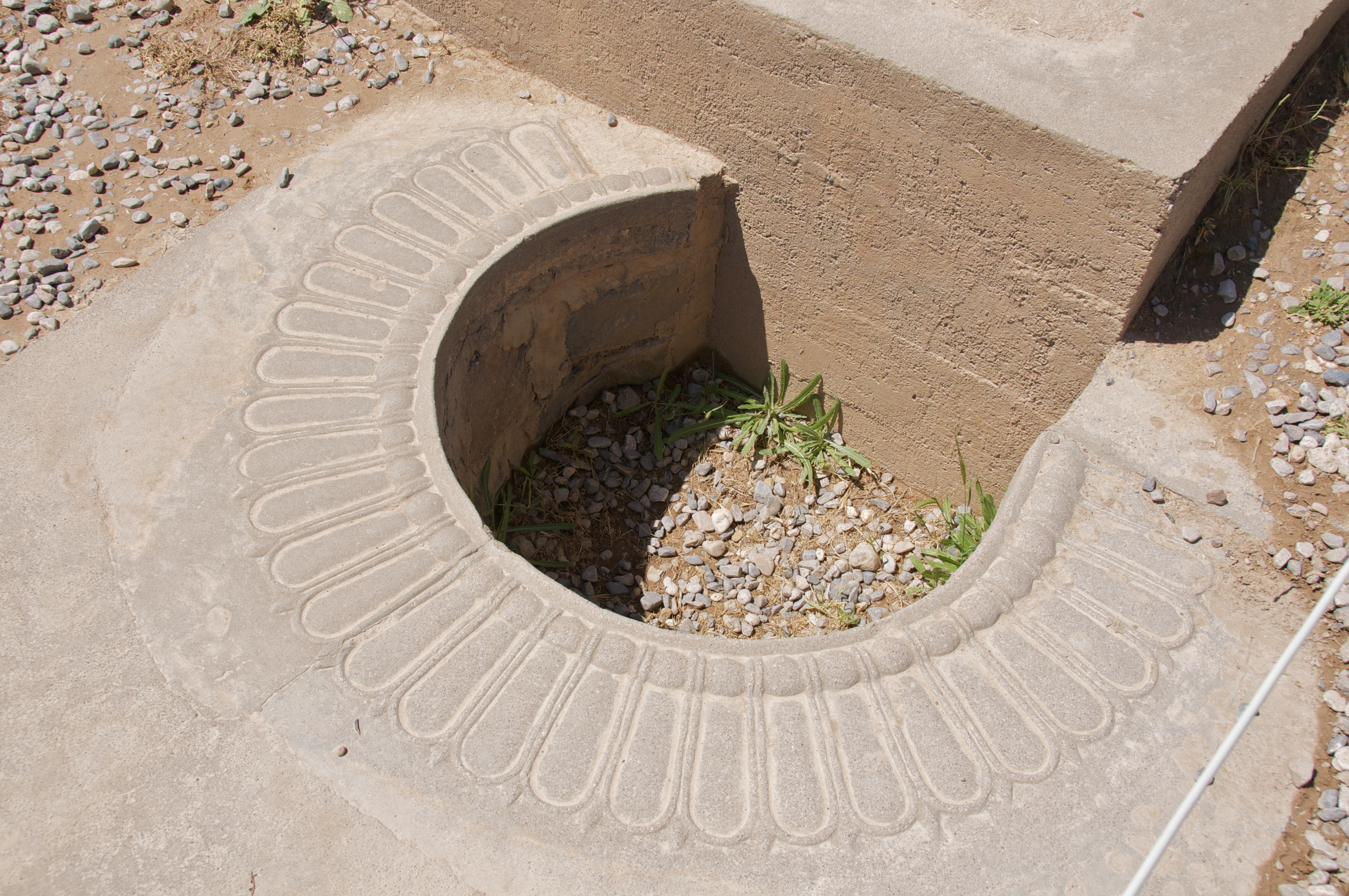
Polleguera inferior de pedra de Persèpolis. Es pot comprovar l'absència de desgast. El batent de la porta no hi fregava. Quedava penjat pel damunt.

S'anomena polleguera la part del marc, en els dos extrems d'una porta o finestra, que generalment és vertical i en la qual es fixa per mitjà de perns, frontisses (o un altre sistema) el batent de la porta. La polleguera ha de ser prou resistent per sostenir el pes del batent (exceptuant certs casos: vegeu foto) que tendeix a girar al voltant de la polleguera inferior, treballant en tensió amb la polleguera superior. Per poder resistir aquest últim esforç ha d'estar fix amb la resta del marc i aquest sòlidament encastat en l'obra de la paret. La polleguera està situada en escaire facilitant que la porta al tancar ajusti be en el cèrcol.

## Història
Les portes primitives podien girar sobre dos perns de fusta que definien un eix de gir vertical i que anaven allotjats en uns espais buits anomenats pollegueres. Inicialment hi havia pollegueres de pedra. En èpoques posteriors els perns o les pollegueres podien ser de bronze o d'altres metalls o aliatges. Aquestes portes primitives no necessitaven bastiment.

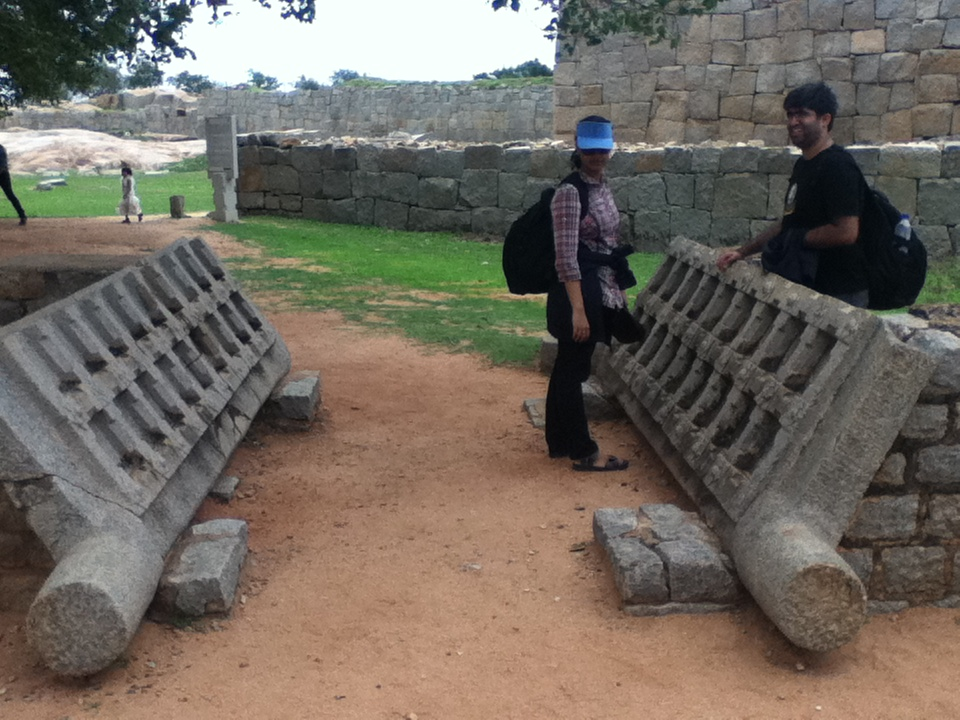
Porta de pedra amb perns de gir integrats (tallats de la mateixa peça de pedra del batent)
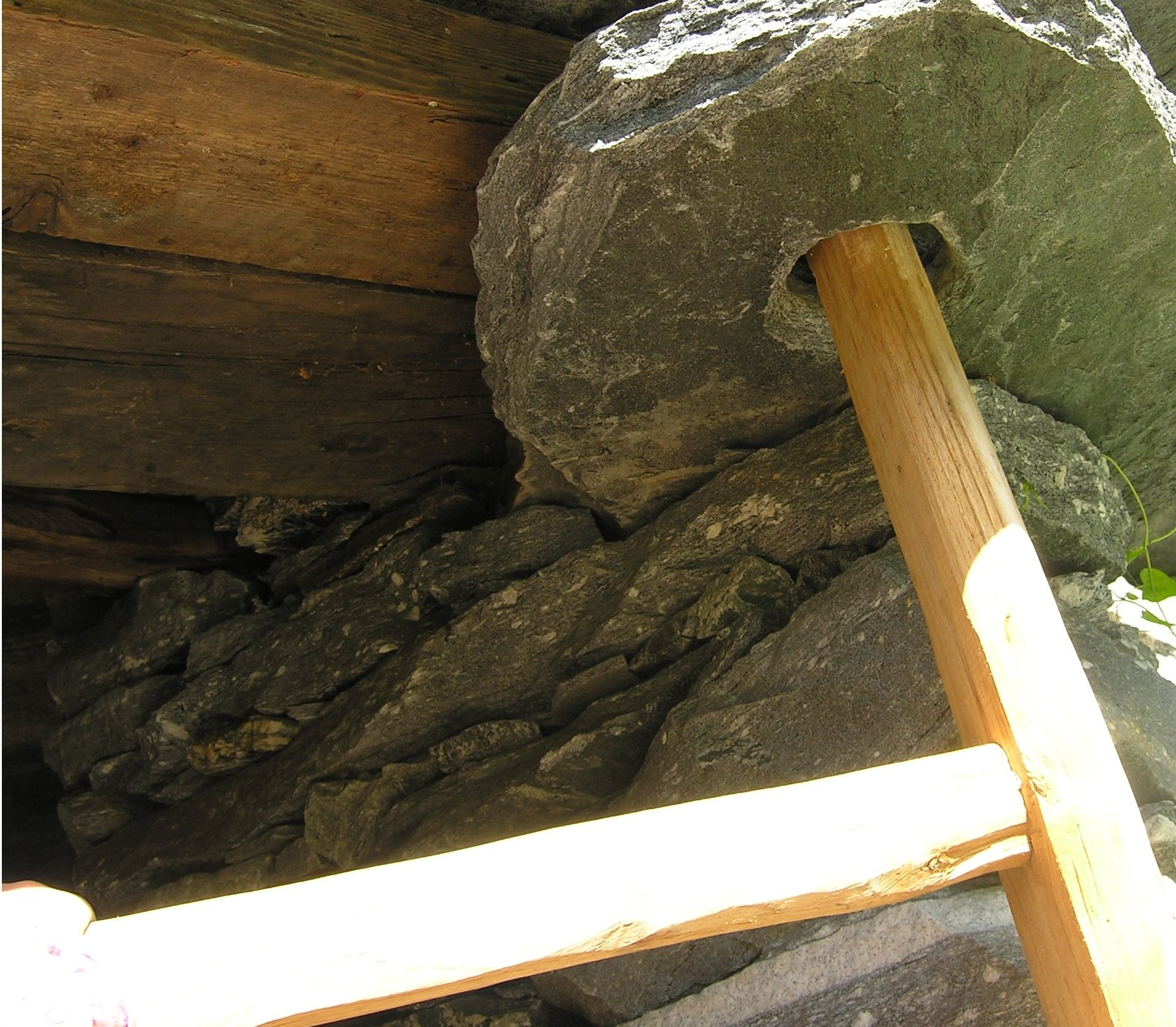
Polleguera superior de pedra, (on encaixa el pern superior) per a una tanca en una cabana de pedra seca

En molts casos, les portes es muntaven en un bastiment. El bastiment és la part del conjunt de tancament que va ancorada en el mur i que soporta la part fixa de les frontisses. En la forma més senzilla un bastiment només consta dels muntants, dues peces verticals (generalment de fusta) ben encaixades en els murs. La part superior del bastiment pot estat tancada per una peça horitzontal (llinda o tancament). També hi ha bastiments formats per un marc tancat del tot, amb els dos muntants, una llinda i un llindar; amb totes les peces unides entre sí. Aquestes peces poden estar reforçades amb escaires o no. La forma externa d'un bastiment pot ajustar-se a un rectangle o disposar d'extensions d'ancoratge.

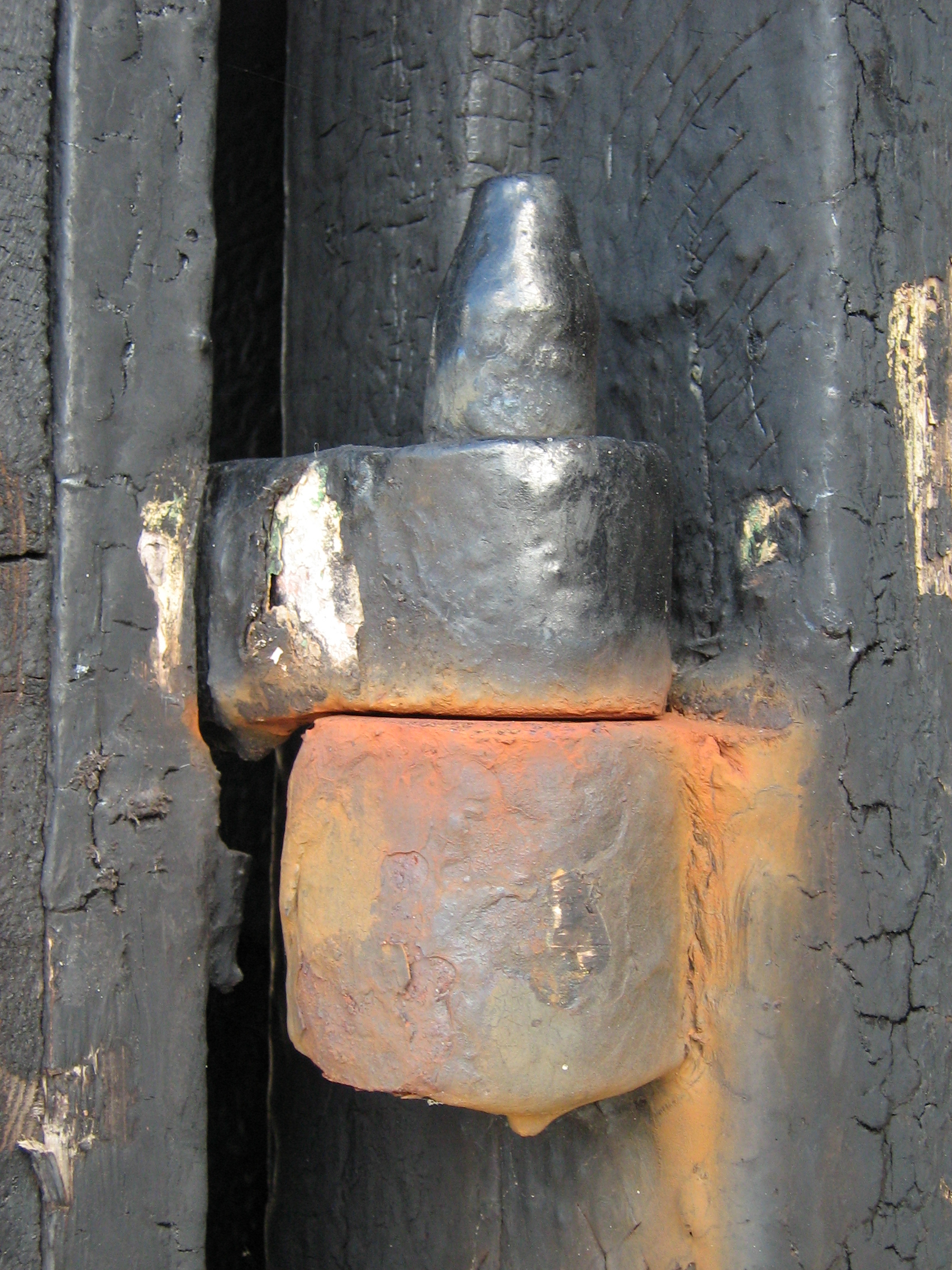
Golfo tradicional de ferro
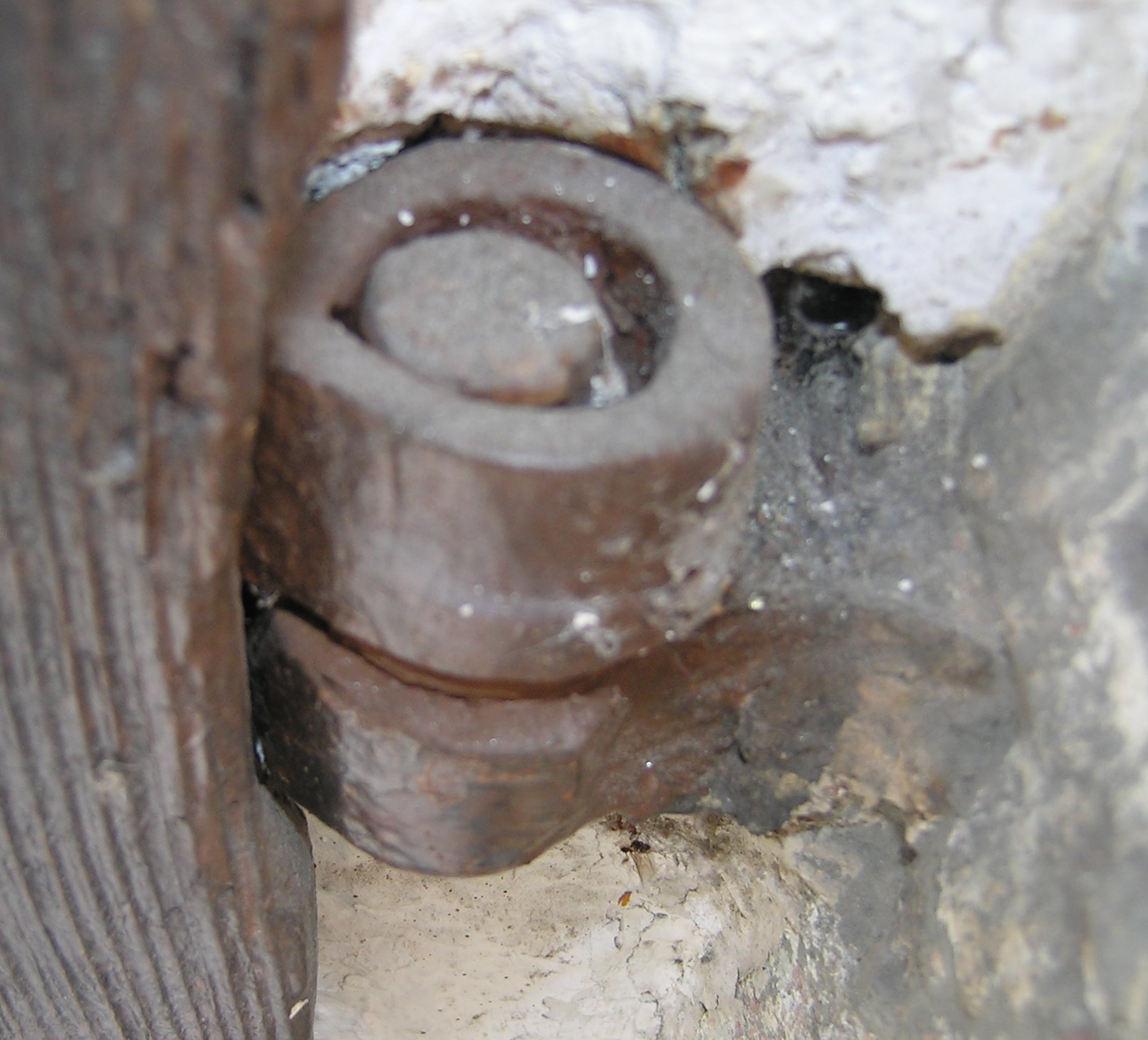
Golfo tradicional de ferro
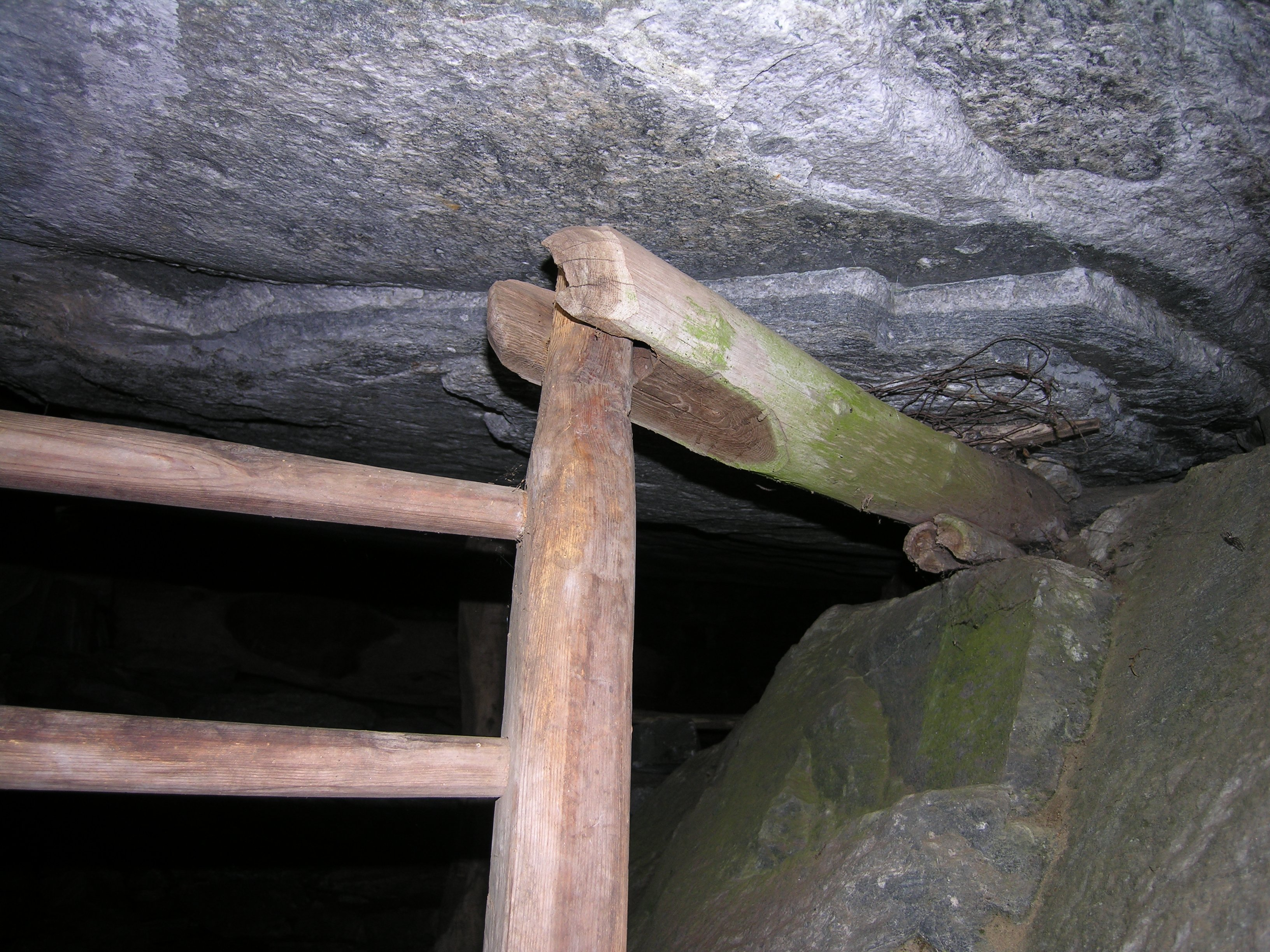
Polleguera superior de fusta, per a una tanca en una cabana de pedra seca

## Tipus de fixació de les portes
Els batents de portes i finestres, per a disposar del moviment necessari, es poden fixar de quatre maneres: amb pollegueres, amb frontisses, amb perns o amb golfos.
- Amb pollegueres: El pes és suportat per la polleguera inferior. El moment es reparteix entre la polleguera superior (amb una força de tracció) i la polleguera inferior (amb una força de compressió), aquesta de vegades és un forat en el llindar.
- Amb frontisses: és una articulació de ferro en què s'enllacen dues peces (fulles) llargues mascle i femella mitjançant un joc d'anells; s'asseguren l'una amb l'altre amb una clavilla cilíndrica, que és l'eix de gir i facilita el moviment. Ambdues peces es fixen amb cargols o claus, i van a la vista o embotides. Les que tenen les fulles més curtes es diuen fixes i les altres, de posar i treure.
- Amb perns: Són igualment dues parts: mascle i femella. En una hi ha el pern i en l'altra, l'anell en el que aquest s'introdueix; l'anell sol ser el que es fixa en els travessers, els cèrcols o el bastiment.
- Amb golfos:[4]  Són dos anells enllaçats que s'asseguren a la fusta, pedra o bastiment. En teoria el pes es reparteix entre ambdós golfos, però en la pràctica només n'hi ha un que treballa. El de dalt o el de baix, en funció de les dimensions relatives del batent i dels golfos.És d'ús freqüent que cada anell reposi sobre una volandera intermèdia.

## Treureosortirdepolleguera
Treure de polleguera o sortir de polleguera és una expressió que significa fer que algú perdi el seu equilibri emocional, dels seus límits, fent-lo perdre la calma.